# Paleo
Paleo (llamada oficialmente Santo Estevo de Paleo) es una parroquia española del municipio de Carral, en la provincia de La Coruña, Galicia.

## Otras denominaciones
La parroquia también es conocida por el nombre de San Estevo de Paleo.

## Entidades de población
Entidades de población que forman parte de la parroquia:
- Ameijeiras (As Ameixeiras)
- Ans de Tellado
- Cabrois
- Camiño do Casal
- Carral
- Casal (O Casal)
- Coiro
- Do Quenllo (Quenllo)
- Fócanos
- O Castelo
- O Pedreiro
- Os Bulleiros
- Outeiro (O Outeiro)
- Outra Aldea
- Reboredo
- Tarroeira de Paleo
- Xalo (O Xalo)
- Chas (Os Chas)
- O Marco das Eiras

## Despoblado
Despoblado que forma parte de la parroquia:
- Paraíso (O Paraíso)

## Demografía
| Gráfica de evolución demográfica de Paleo entre 2000 y 2018 |
|                                                             |
| Datos según el nomenclátor publicado por el INE.            |